# Museu Satului de Timişoara
El Museu del poble de Timişoara (en romanès, Museu Satului Bănăţean), o Museu del poble del Banat (en romanès, Muzeul Satului Bănățean), és l'únic museu etnogràfic de Romania, situat a l'aire lliure a la ciutat de Timişoara, creat com a resultat d'una iniciativa de l'Associació d'antics deportats a Bărăgan a partir d'una rèplica fidel d'una casa de terra batuda coberta de palla que els deportats es veien obligats a construir-se en ple camp. La casa està formada per dues sales habitacions i una cuina, equipada amb poques coses perquè les persones deportades durant la nit només podien endur-se poques coses.
Aquest museu inclou el centre urbà del poble, format per l'edifici de l'ajuntament, l'església, l'escola, i la Casa Nacional (o Casa de la Cultura), on es desenvolupen la majoria de les activitats culturals educatives i científiques que es fan al museu.
Al costat de la Casa Nacional, es va crear un teatre a l'aire lliure, on durant els mesos d'estiu es representa cada diumenge «l'hora de l'aldea», que precedeix espectacles etno-folclòrics.
El museu es troba bosc de caça (en romanès, Pădurea Verde; Bosc verd), a Aleea Avram Imbroane número 1.

## Història
La idea de fundar un museu es remunta a Ioachim Miloia. Després de tornar de la inauguració del Museu Etnogràfic de Transsilvània de Cluj el 1928, l'historiador d'art va presentar una petició a l'ajuntament municipal de Timişoara per obrir un museu sobre els pobles petits al pati del Museu del Banat. Després de l'aprovació, va introduir les primeres esglésies, creus de fusta i granges de la zona.
El 1967, el museu del poble va rebre la zona del bosc de caça, on es troba actualment. Des del 20 d'agost de 1971, el Museu del poble del Banat està obert als visitants.
Al principi, el museu del poble era un departament del Museu de Banat, però a partir de l'1 de gener del 2000, és una institució independent sota la resolució número 48 del 22 de desembre de 1999, que està directament subordinat a la comarca.

## Descripció
El Museu del poble de Timişoara és l'únic museu etnogràfic de Romania, format per tot el centre del poble amb tots els seus edificis representatius, com l'ajuntament, l'església, l'escola, el centre cultural i el pub. En el museu es poden trobar les característiques de la civilització i la cultura tradicionals de Romania occidental. Hi ha exposades cases típiques romaneses i cases d'ètnies que conviuen a la zona. En una superfície de 17 hectàrees, hi ha 52 cases i granges, així com una col·lecció etnogràfica amb objectes específics de la vida del poble: mobles, vestits, teles, estris i artesania.

### El poble

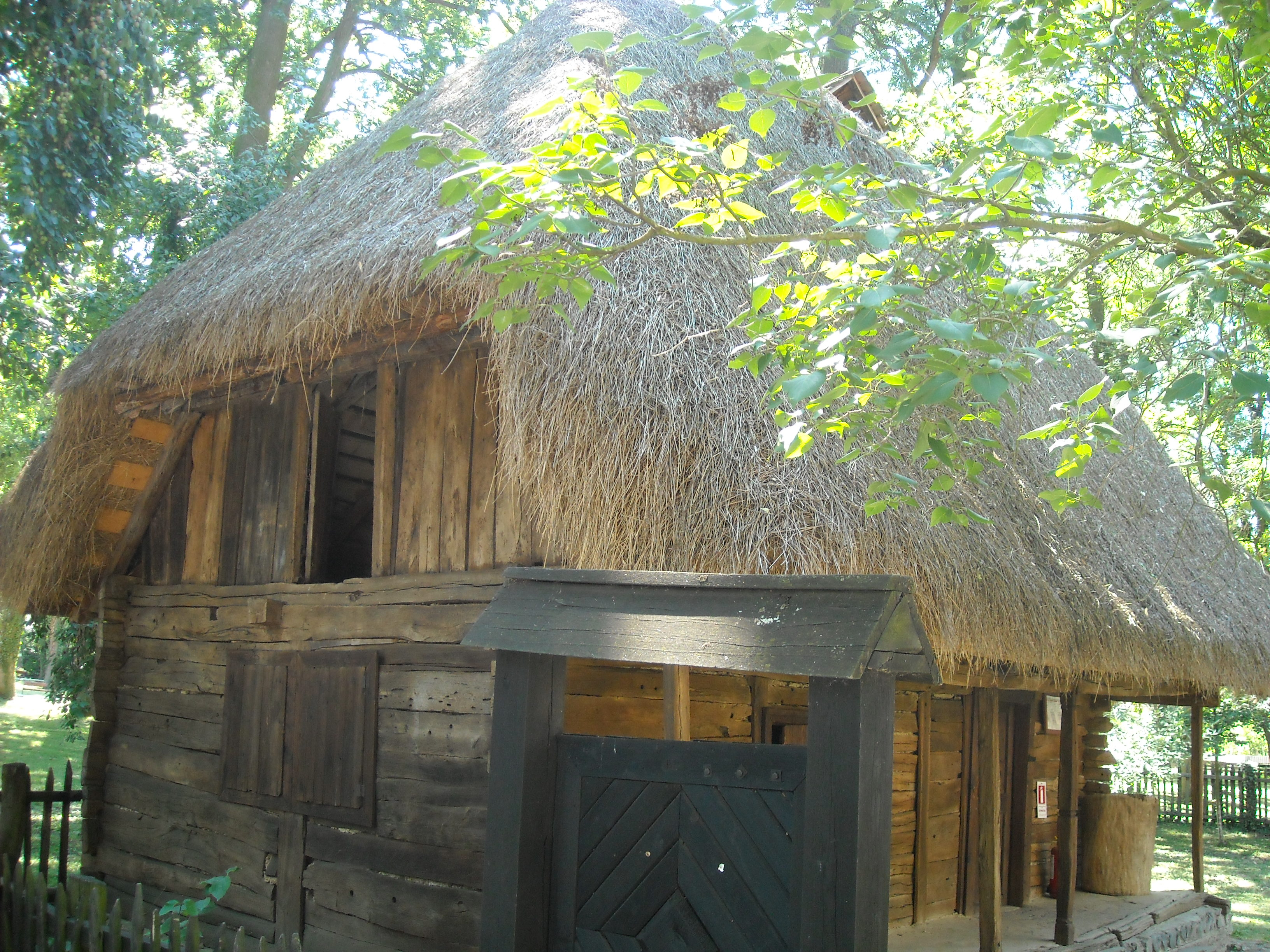
Casa de camp de la segona meitat del segle XVIII

Els edificis originaris de fusta, pedra i fang, i objectes quotidians mostren a les persones que van viure a la zona durant segles. Les cases solen tenir dues o tres habitacions. És característic de totes les cases del Banat, independentment de l'origen ètnic, el «saló», que està moblat amb els mobles més cars i els tèxtils més valuosos, i serveix com a habitació d'invitats.

#### La casa de deportats
A iniciativa de l'Associació d'antics deportats a Bărăgan (en romanès, Asociaţia Foştilor Deportaţi în Bărăgan), es va reconstruir fidelment una casa de deportats. La casa està feta d'argila, coberta de palla, té dues habitacions, un saló i una cuina, i està escassament moblada.

### L'estany
Un estany amb petits pontons i un mirador és una atracció turística del museu del poble. Al voltant d'una mitja tona de peixos viuen en el nou biòtop. Els passeigs amb canoa han són una atracció per als visitants del museu del poble. Una altra atracció és construir una barraca de pescador hongarès als marges de l'estany.

### Teatre a l'aire lliure
El museu alberga nombrosos esdeveniments culturals de la ciutat, que tenen lloc a l'aire lliure, al costat de la Casa de la Cultura. A la tardor, se celebrarà al recinte del museu el festival internacional de música «Plai!». Els diumenges hi ha un esdeveniment folklòric seguit d'una nit de ball anomenada «Hora Satului».
Hi ha contractats actors al museu que interpreten els papers desitjats segons siguin les necessitats i mostren als visitants la vida al camp.

## Visites guiades

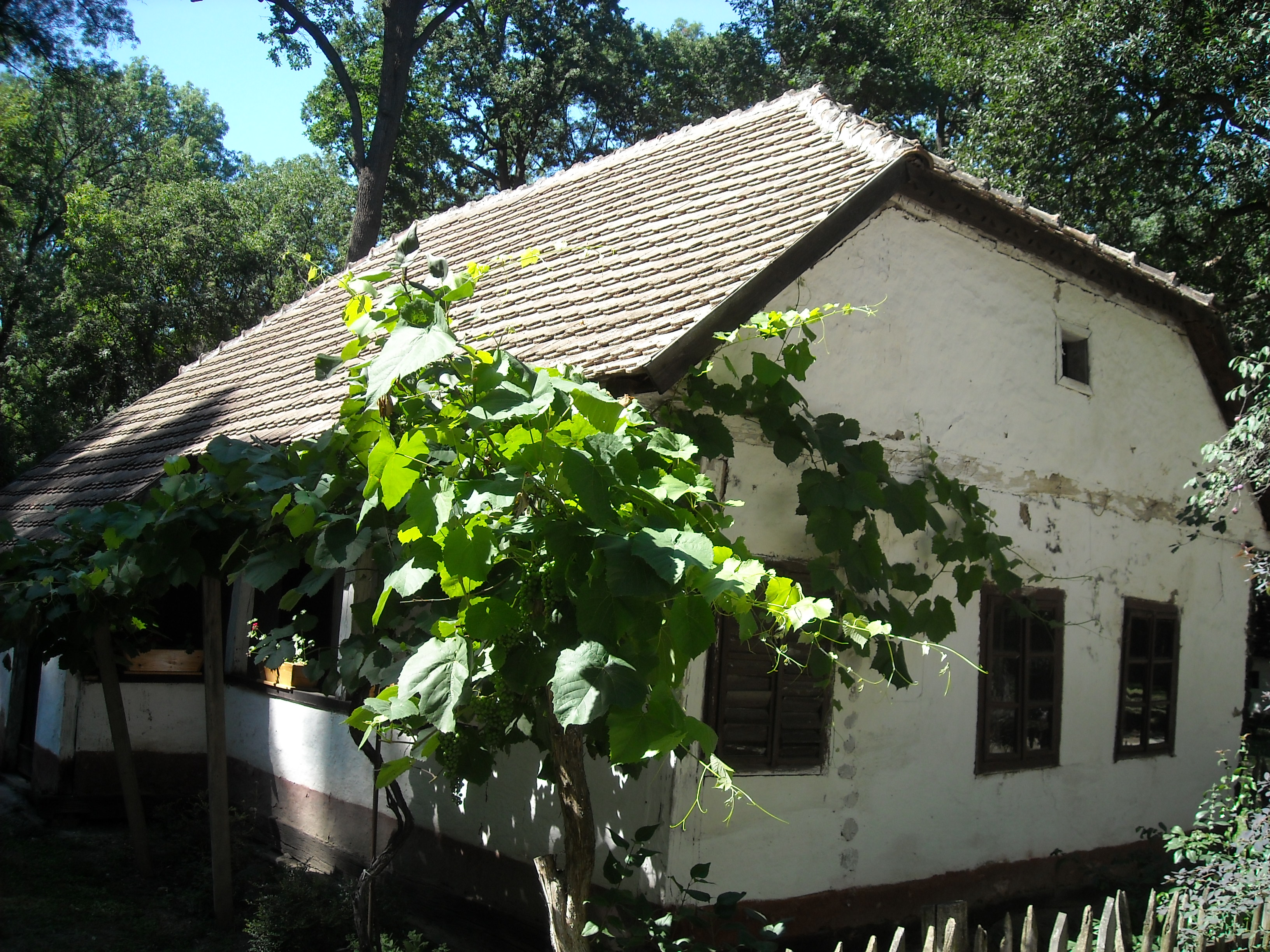
Taller de ceràmica de Birchiş de finals del segle XIX

El museu ofereix visites amb guies professionals. Les visites guiades es fan de dimarts a diumenge de 9:00 a 17:00 h. Les visites guiades estan dirigides per dos museòlegs que expliquen la història de les cases individuals i les tradicions dels respectius grups culturals.
Sovint, grups d'estudiants visiten el museu. Al començament del curs escolar, s'inicien accions per atreure classes completes de l'escola. L'entrada és gratuïta per als estudiants.

## Finançament
Al 2012, el museu va rebre quatre milions d'euros en ajudes per a la inversió. La rendibilitat de l'institut no depèn de les quantitats de subvencions que es dirigeix al consell de districte. El museu del poble reflecteix la cultura del poble del Banat i és una targeta de visita de l'administració del districte.
Les inversions previstes inclouen un nou edifici d'oficines i administració, la modernització de l'escenari a l'aire lliure, l'expansió del sistema d'estanys, la modernització dels camins i la il·luminació dels camins.